# فرانثيسكو سيلبيلا
فرانسيسكو سيلڤيلا(بالإسبانية: Francisco Silvela) (مدريد 15 ديسمبر 1843 م - مدريد 29 مايو 1905م)
هو السياسي والأكاديمي الإسباني ورئيس مجلس الوزراء خلال فترة وصاية ماريا كريستينا دي هابسبورغ والفترة الدستورية لعهد ألفونسو الثالث عشر وأيضاً كان وزيرا للعدل والشئون الخارجية والدفاع.

## السيرة الذاتية
وُلِد في مدريد 15 ديسمبر 1843 م. هو ابن السياسي الإسباني فرانسيسكو أجوستين سيلڤيلا رئيس الحكومة ووزراة العدل ونائب رئيس مجلس النواب وقاضي المحكمة العُليا والسيدة لويسا دي لا ڤيايوسا إي سوتس. وأخو المحامي والسياسي مانويل سيلڤيلا ولويس سيلڤيلا. دَرسَ فرانسيسكو الحقوق في جامعة كمبلوتنسي بمدريد، كما ألتحق بالأكاديمية الملكية لعلوم الحقوق والتشريع عام1862م.
بدأ نشاطه السياسي كنائب في مجالس الوطنية التي تأسست في 1870م في آبلة (مقاطعة) كما انضم إلى مجموعة المحافظين لأنطونيو كانوباس ديل كاستيو. لم يشارك فرانسيسكو في الأنشطة السياسية خلال فترة ديموقراطية السنوات الست رافضاً أي من المناصب السياسية خلال فترة حكم أماديو الأول والجمهورية الإسبانية الأولى. شارك بالمجالس الوطنية لإقليم أبولنسا ببلدية بيدراهيتا (آبلة) خلال فترة الإصلاح ق
في السنوات التالية 1876،1879،1881،1884،1886،1891،1896،1898،1901،1903م. ما بين عام1894 و1895م تولى منصب نائب مقاطعة بونتيفيدرا. عُين رئيساً للحكومة في مجلس وزراء مارتينيز كامبوس عام1879م. تولى منصب وكيل وزارة منذ عام1875م. أدخل إصلاحات في نظام الرعاية الأجتماعية، التي تسببت في معارضة وزير التنمية فرانسيسكو روميرو روبلادو.
ما بين 1899م و1903م تولى رئاسة مجلس الوزراء مرتين وانضم إلى مجلسه السياسين رايموند فيرنانديز بيابيردا وكاميلو جارثيا دي بولا بياخا وأنطونيو مورا وإدواردو داتو. في حكومته الأولى ضم وزرارة الشئون الخارجية وفي الثانية وزارة الدفاع.
عام 1903م تقاعد عن نشاطه السياسي، ولكن بعد أن عين أنطونيو من بعده. توفى في 29مايو1905م.

## حياته الخاصة
كان سيلڤيلا كاتب مشهور، قام بنشر أعمال تاريخية، وقانونية، ومقالات، أيضاً شارك في المنشورات التالية «لا إيبوكا»، ومجلة إسبانيا«المُنصف»، و«الوقت».
انتمى إلى الأكاديمية الملكية العلوم السياسية والأخلاقية، وإلى الأكاديمية الملكية لتشريع والقانون، وإلى الأكاديمية الملكية للتاريخ.

## روابط خارجية
- فرانسيسكو سيلفيلا على موقع الموسوعة البريطانية (الإنجليزية)